# Holly Grove
Holly Grove è un comune degli Stati Uniti d'America, situato in Arkansas, nella contea di Monroe.